# Эбрах
Эбрах (нем. Ebrach) — община  в Германии, в Республике Бавария.
Подчиняется административному округу Верхняя Франкония. Входит в состав района Бамберг. Подчиняется управлению Эбрах.  Население составляет 1878 человек (на 31 декабря 2010 года). Занимает площадь 29,58 км². Местные регистрационные номера транспортных средств (коды автомобильных номеров) (нем. Kraftfahrzeugkennzeichen) — BA Архивная копия от 20 августа 2016 на Wayback Machine.

## Население
По оценке на 31 декабря 2015 года население общины составляет 1806 чел.
| Дата      | 1840 | 1871 | 1900 | 1925 | 1939 | 1950 | 1961 | 1970 | 1987 | 2011 |
| --------- | ---- | ---- | ---- | ---- | ---- | ---- | ---- | ---- | ---- | ---- |
| Население | 1262 | 1811 | 2130 | 1890 | 1778 | 2738 | 2616 | 2471 | 1774 | 1868 |

| Год       | 1960 | 1970 | 1980 | 1990 | 2000 | 2009 | 2010 | 2011 | 2012 | 2013 | 2014 | 2015 |
| --------- | ---- | ---- | ---- | ---- | ---- | ---- | ---- | ---- | ---- | ---- | ---- | ---- |
| Население | 2422 | 2416 | 1970 | 1958 | 1965 | 1853 | 1878 | 1855 | 1859 | 1830 | 1813 | 1806 |